# Флітешть
Флітешть, Флітешті (рум. Flitești) — село у повіті Алба в Румунії. Адміністративно підпорядковане місту Блаж.
Село розташоване на відстані 255 км на північний захід від Бухареста, 22 км на схід від Алба-Юлії, 76 км на південь від Клуж-Напоки, 143 км на захід від Брашова.

## Населення
За даними перепису населення 2002 року у селі проживали 4 особи.